# 대구성당초등학교
대구성당초등학교(大邱聖堂初等學校)는 대한민국 대구광역시 달서구에 있는 공립 초등학교이다.

## 역사
- 1983.12.08 대구일월국민학교 설립인가
- 1984.03.02 개교 23학급 1,298명
- 1985.03.01 대구성당국민학교로 명칭 변경
- 1996.03.01 대구성당초등학교로 명칭 변경
- 2015.03.01 김추자 교장 부임
- 2017.03.01 34학급 편성
- 2019.03.01 안봉철 교장 부임
- 2024.03.04 민병조 교장 부임